# Intuitive Machines 2
Intuitive Machines 2 ou IM-2 ou Athena ou PRIME-1 est une mission spatiale robotique à destination de la surface de la Lune qui emporte plusieurs instruments scientifiques et démonstrateurs technologiques. C'est la troisième mission du programme CLPS de la NASA, dont l'objectif est d'approfondir la connaissance de la Lune pour préparer les séjours à sa surface des équipages des missions Artemis. Intuitive Machines One repose sur un atterrisseur léger baptisé Nova-C de la société Intuitive Machines dont c'est la deuxième utilisation. Cet engin spatial est capable de déposer environ 100 kilogrammes de charge utile à la surface de la Lune et de fonctionner durant 14 jours terrestres (une journée lunaire) une fois arrivé à destination. L'atterrisseur emporte la foreuse TRIDENT associée au spectromètre de masse MSolo qui doivent tenter de détecter la présence d'eau dans le sol.
Le lancement de la mission IM-2 a lieu le 26 février 2025. L'atterrisseur Nova-C est placé en orbite par une fusée Falcon 9 qui emporte également l'orbiteur lunaire Lunar Trailblazer. L'atterrisseur se pose  le 6 mars 2025 sur le plateau du Mons Mouton, près du pôle Sud de la Lune mais en bascule sur le côté. Les panneaux solaires étant mal orientés, la mission s'achève au bout d'une douzaine d'heures après épuisement de l'énergie disponible sans que les principaux objectifs aient été remplis. 

## Contexte
Dans le cadre de son programme Artemis, qui a pour objectif le retour des hommes sur le sol lunaire vers 2026, l'agence spatiale américaine, la NASA, décide en 2018 de confier à des sociétés privées la dépose à la surface de la Lune d'instruments scientifiques et d'engins robotiques. Ceux-ci sont destinés à mener des investigations qui doivent compléter les études scientifiques menées à la surface de la Lune par les astronautes et doivent contribuer à développer les capacités des futures missions lunaires, en évaluant par exemple les ressources en glace d'eau. Celles-ci pourraient permettre à terme de produire des ergols pour les fusées se posant à la surface de la Lune ainsi que de l'oxygène et de l'eau pour les équipages.
Pour remplir cet objectif, la NASA met sur pied le programme CLPS. À la suite d'une série d'appels d'offres, quatre sociétés, dont Intuitive Machines, sont sélectionnées pour transporter des charges utiles à la surface de la Lune. Le cahier des charges de la NASA ne fournit aucune contrainte relative à l'architecture et se contente de définir la masse et la nature des charges utiles qui devront être transportées. Les sociétés sélectionnées sont de nouveaux entrants dans le domaine et ont une expérience limitée dans le développement d'atterrisseur. Mais la NASA accepte la majoration du risque par rapport à une approche plus conventionnelle faisant appel aux poids-lourds du secteur spatial car elle estime que cette démarche permettra d'atteindre les objectifs à un coût au final sensiblement réduit. La philosophie du programme CLPS est similaire à celle des programmes COTS et CCDev, que l'agence spatiale a mis sur pied pour le ravitaillement et la relève des équipages de la Station spatiale internationale,.
IM-2 est la deuxième mission utilisant l'atterrisseur lunaire Nova-C de Intuitive Machines. La première mission, IM-1  qui s'était déroulé en février 2024 avait été un demi-succès. Une mesure erronée de la distance au sol lors de l'alunissage avait entrainé une vitesse trop importante au moment du contact avec la surface entrainant la rupture d'un des pieds du train d'atterrissage. L'engin spatial s'était couché sur le côté et certains instruments embarqués n'avaient pu collecter les données prévues.

## Objectifs de la mission
L'objectif principal de la mission est de déterminer de quelles ressources exploitables pourront disposer les missions Artemis en particulier les ressources en eau.

## Caractéristiques techniques
Nova-C est un petit atterrisseur de 1 908 kg avec ses ergols, haut de 3,94 m, avec une section de 2,19 × 2,385 m. Il est capable de déposer 100 kg de charge utile à la surface de la Lune. Il est conçu pour survivre durant une journée lunaire. L'énergie est fournie par trois panneaux solaires fixes montés sur le corps de l'engin qui produisent en pic 788 watts qui sont stockés dans trois batteries lithium-ion ayant une capacité totale de 1 554 W-h. La propulsion principale est un moteur-fusée unique VR900 (poussée unitaire 4 000 newtons) brûlant un mélange de méthane et d'oxygène liquide, héritage d'un développement effectué par la NASA (projet Morpheus). L'engin spatial est stabilisé sur trois axes et son système de contrôle d'attitude comprend un viseur d'étoiles, des capteurs solaires et une centrale à inertie. Les corrections d'orientation sont réalisées par des propulseurs à gaz froid redondants utilisant de l'hélium sous pression. La masse à vide de Nova-C est de 624 kg. Il emporte au maximum 845 kg de méthane liquide, 422 kg d'oxygène liquide et 17 kg d'hélium stocké sous une pression de 41 bars. Les communications avec la Terre sont assurées en bande X avec un débit compris entre 250 kilobits et 6 mégabits par seconde via une antenne grand gain et plusieurs antennes à faible gain.

## Charge utile

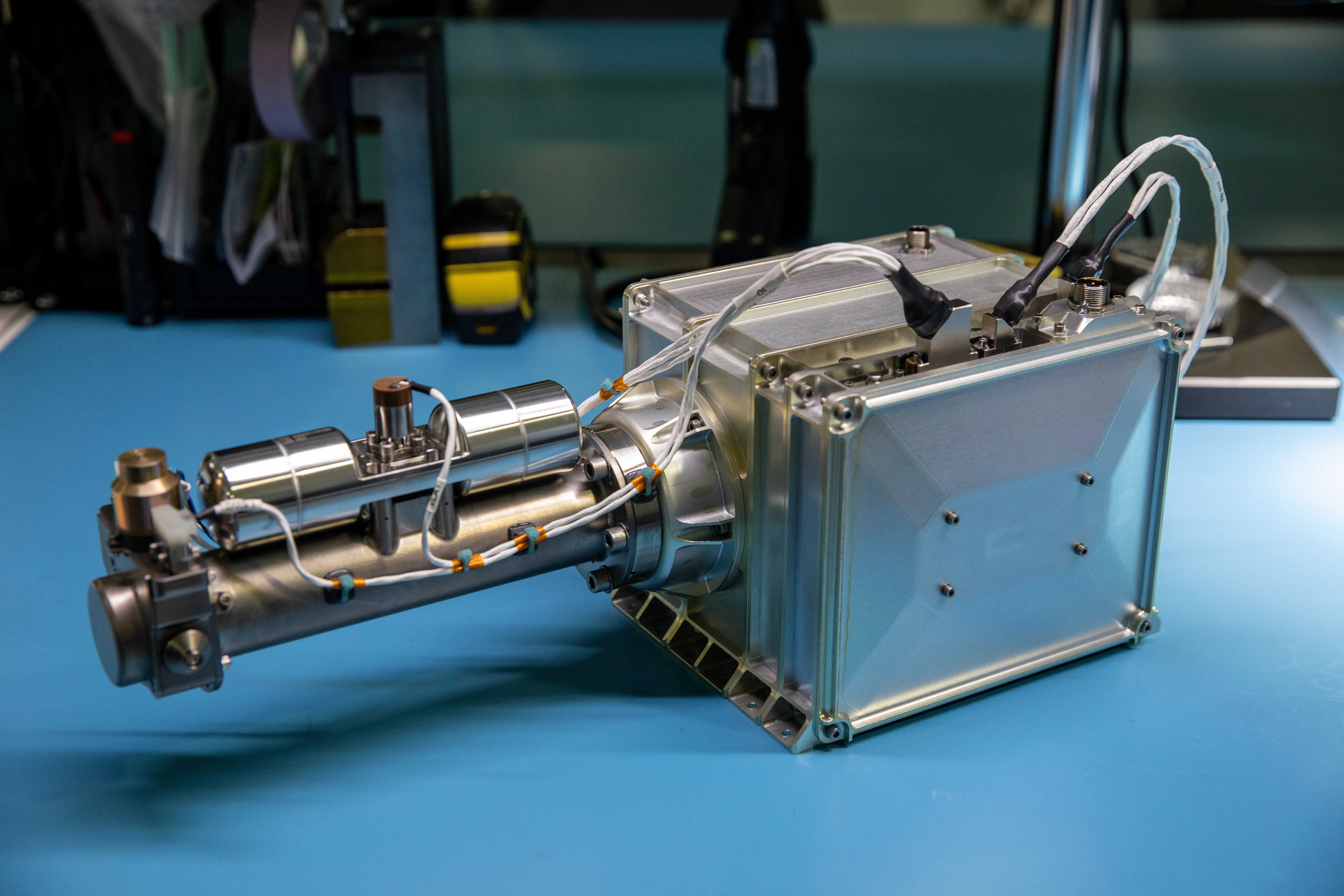
Spectromètre de masse MSolo.

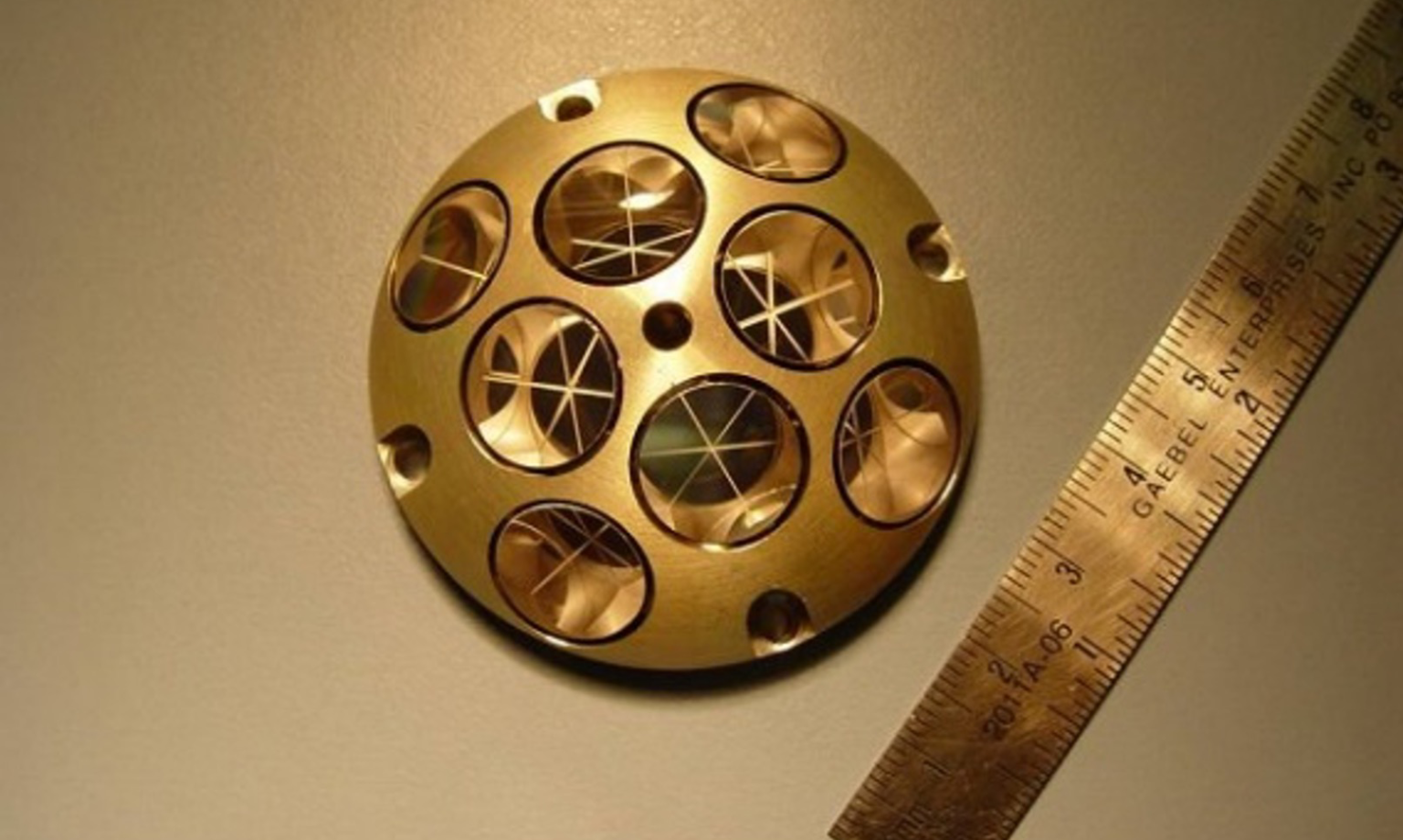
Rétro-reflecteur laser.

L'atterrisseur emporte trois instruments et trois rovers/astromobiles. La foreuse TRIDENT associée au spectromètre de masse quadripôle MSolo doivent tenter de détecter la présence d'eau dans le sol.

### Foreuse TRIDENT
La foreuse TRIDENT (The Regolith and Ice Drill for Exploring New Terrain) dont la masse est de 16 kilogrammes peut prélever un échantillon de sol de 10 centimètres de long à une profondeur de 1 mètre. Elle comprend une tête de foreuse roto-percutante (vitesse de rotation de 120 tours par minute, percussion 972 coups par minutes, diamètre 2,54 centimètres), une auge permettant de remonter l'échantillon prélevé et un système permettant de préparer et d'alimenter le spectromètre de masse. La tête de la foreuse est chauffée à l'aide d'une résistance de 40 Watts et comporte deux capteurs de température. Les dimensions de la foreuse proprement dite sont de 33,3 × 20,6 × 168 cm tandis que le boitier de l'électronique fait 28,2 × 23 × 12,7 cm. Cet instrument consomme 30 Watts lorsqu'il est inactif, 100 Watts lorsqu'il manipule la carotte de sol et 195 Watts en mode percussion. Il génère un flux de 15 kilobits/seconde. Sa masse est de 21,3 kilogrammes. L'instrument est fourni par la société Honeybee Robotics.
La foreuse roto-percutante TRIDENT est utilisée pour prélever des échantillons de la couche superficielle du sous-sol (jusqu'à 1 mètre de profondeur) et les exposer en surface pour permettre leur analyse par le spectromètre de masse MSOLO. Pour éviter les problèmes rencontrés par les équipages des missions Apollo (les astronautes avaient eu le plus grand mal à remonter les carottes) et limiter la consommation d'énergie nécessaire, la foreuse  TRIDENT doit remonter les échantillons de sous-sol par tranche de 10 centimètres plutôt que de remonter une carotte complète de 1 mètre de long. Chaque échantillon est déversé sur le sol dans le champ de vue de l'instrument MSOLO qui peut en analyser sa composition. La densité du matériau prélevé est déterminée par la pente du cône formé. L'enfoncement du pied de la foreuse fournit des indications sur la capacité de la surface à supporter une certaine masse. La puissance appliquée pour réaliser le forage fournit des informations sur la résistance du matériau, la concentration en glace d'eau et la manière dont la glace est agrégée au régolithe (grains de glace isolés ou non) en fonction de la profondeur. Enfin les capteurs de température permettent de déterminer la température en fonction de la profondeur ainsi que la conductivité thermique du sous-sol.

### Spectromètre de masse MSOLO
MSolo (Mass Spectrometer Observing Lunar Operations) doit fournir la composition de l'échantillon prélevé en recherchant en particulier la présence d'eau. IL s'agit d'une adaptation d'un spectromètre de masse disponible sur étagère qui utilise une coupe de Faraday et peut détecter des constituants ayant une masse atomique comprise entre 1 et 100 masses atomiques. Sa résolution massique lui permet de distinguer le deutérium de l'hydrogène ainsi que les isotopes de l'oxygène (O18 et O16). D'une masse de 6 kilogrammes, l'instrument consomme 35 Watts et génère des données avec un débit d'environ 15 kilobits/seconde. L'instrument est fourni par le centre spatial Kennedy.

### Rétroréflecteur laser
L'atterrisseur emporte un rétro-réflecteur laser qui doit être utilisé pour déterminer avec précision la position de l'atterrisseur depuis l'orbite. Il s'agit d'une demi-sphère aplatie recouverte d'un revêtement doré de 5,11 centimètres de diamètre et 1,65 centimètres de haut, comprenant 8 réflecteurs coin de cube de 1,27 centimètres de diamètre. Sa masse totale est de 20 grammes. Il est fourni par le Centre de vol spatial Goddard.

### Rover sauteur Grace
Dans le cadre d'un contrat passé avec la NASA d'un montant de 41,6 millions US$ la société Intuitive Machines a développé le rover (astromobile) sauteur Micro Nova Hopper, baptisé Grace, conçu pour se déplacer jusqu'à 25 kilomètres de son point de départ en effectuant plusieurs sauts grâce à une propulsion utilisant des moteurs-fusées. A chaque saut, dont la distance est réglable, il peut s'élever jusqu'à 100 mètres. D'une masse de 39 kilogrammes il peut emporter une charge utile de 10 kilogrammes. Pour la mission IM-2 il emporte le radiomètre LRAD développé par l'Institut de recherche planétaire de l'agence spatiale allemande qui doit identifier les endroits suffisamment froids pour que des dépôts de glace stables puissent exister et caractériser la température de la surface dans les zones des cratères situées en permanence à l'ombre. Le deuxième instrument est le spectromètre à neutrons PLWS (Puli Lunar Water Snooper ) développé par la société hongroise Puli Space Technologies avec l'aide de la NASA qui doit effectuer les premières mesures in situ dans les régions des cratères situés en permanent à l'ombre. Il était prévu que le rover sauteur effectue plusieurs sauts qui devaient l'amener jusqu'au fond d'un cratère comprenant une zone en permanence à l'ombre puis en ressortir. Le système de communications LSCS (Lunar Surface Communications System), développé par la société Nokia dans le cadre d'un contrat de 14,1 millions US$ passé en octobre 2020 avec la NASA, devait lui permettre de communiquer à l'atterrisseur les données collectées y compris depuis le fond d'un cratère profond de 20 mètres,.

### Autres rovers

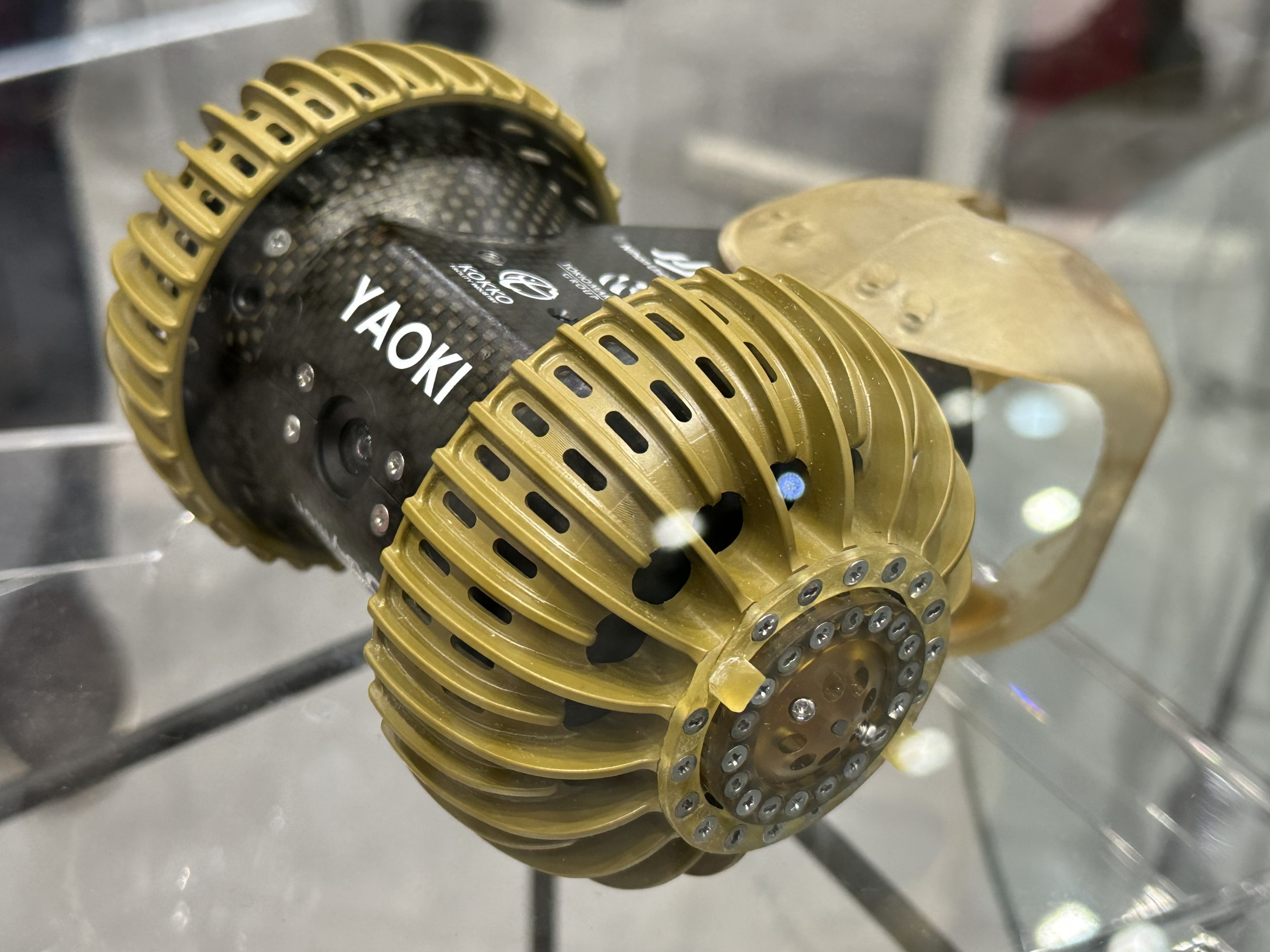
Le rover/astromobile Yaoki présenté sur le stand de son constructeur.

Deux autres rovers (astromobiles) font partie de la mission.  Mobile Autonomous Prospecting Platform (MAPP) de la société  Lunar Outpost (dimensions 45 x 38 x 40 cm) a une masse de 10 kilogrammes et se déplace sur quatre roues à une vitesse de 10 centimètres par seconde. Il peut transporter plusieurs instruments jusqu'à plusieurs kilomètres du site d'atterrissage. Pour la mission IM-2 il transporte un micro robot moble AstroAnt développé par l'université américaine MIT et conçu pour des missions d'inspection et de diagnostic des surfaces externes des vaisseaux/astromobiles/atterrisseurs. MAPP transporte également une caméra haute résolution optimisée pour les prises d'image à faible distance,. Le minuscule (598 grammes) rover Yaoki, qui est fourni par la société japonaise Dymon Co, doit se déplacer dans un rayon de 50 mètres autour du site d'atterrissage et réaliser des photos de celui-ci. 

## Déroulement de la mission
IM-2 doit se poser sur le plateau du Mons Mouton, à environ 160 kilomètres du pôle Sud de la Lune. La mission, qui ne dispose pas des équipements lui permettant de survivre à une nuit lunaire, doit durer une journée lunaire (14 jours). 
La mission IM-2 est lancée le 27 février 2025 par une fusée Falcon 9 décollant du complexe de lancement 39A situé sur le centre spatial Kennedy (Floride). Le lanceur spatial emporte également l'orbiteur lunaire Lunar Trailblazer, la petite sonde spatiale Odin (100 kg) développée par la société AstroForge qui doit survoler 11 mois plus tard l'astéroïde géocroiseur 2022 OB5 pour évaluer ses ressources minières et le tracteur spatial Chimera GEO 1 de 300 kilogrammes qui emporte un CubeSat 16U. Le premier étage de la fusée, dont c'est le neuvième vol, est récupéré sur une barge positionnée au large de la base de lancement. 
L'engin spatial est injecté sur une orbite de transfert dont l'apogée de 367 500 kilomètres doit l'amener à proximité de la Lune. Cette trajectoire nécessite plus d'énergie mais l'atterrisseur lunaire Nova-C, qui est le premier dans l'histoire à utiliser un ergol cryogénique (oxygène liquide), dispose d'une propulsion très efficace qui subit par contre une évaporation progressive ce qui nécessite de raccourcir au maximum la durée de la phase propulsée de la mission. Durant son transit vers la Lune l'engin spatial effectue trois corrections de trajectoire. Arrivé à faible distance de la Lune, Nova-C effectue le 3 mars à 12h27 UTC une manœuvre d'insertion orbitale qui le place directement sur une orbite basse de 100 kilomètres, sans passer par des orbites elliptiques intermédiaires. Pour ce faire il utilise à plein la poussée de 3,1 kiloNewton de son moteur-fusée durant 492 secondes. Le 6 mars à 10h33 UTC la sonde spatiale a bouclé 39 orbites lunaires et les conditions d'éclairage au niveau du site d'atterrissage sont devenues optimales. Nova-C réalise alors une première manœuvre pour abaisser son périgée à 10 kilomètres au-dessus de la surface de la Lune. Arrivé au périgée, il réduit progressivement sa vitesse et 12 minutes plus tard, alors qu'il se trouve à 2 kilomètres du site d'atterrissage et à 450 mètres d'altitude, il se met en position verticale et descend vers le sol en utilisant son système de navigation pour sélectionner un terrain où se poser.
Le 6 mars 2025 à 17h28 UTC, l'atterrisseur se pose sur la Lune sur le plateau du Mons Mouton, près du pôle Sud de la Lune, à 280 mètres du point visé (selon Intuitive Machine) mais, comme lors de la première mission IM-1, il bascule sur le côté. Pour des raisons inconnues, la propulsion semble avoir continué à fonctionner avec une poussée faible durant plusieurs minutes après l'atterrissage, sans que l'on sache si ce dysfonctionnement est à l'origine du renversement de l'atterrisseur. Malgré sa position couchée, l'état de l'atterrisseur est bon et les télécommunications avec la Terre peuvent être établies. Mais les panneaux solaires sont mal orientés et ne peuvent produire qu'une fraction de l'énergie nécessaire (le Soleil proche de l'horizon au niveau du pôle nécessite une orientation parfaite des panneaux solaires). Le signal est perdu le 7 mars à 5h45 UTC après épuisement de l'énergie disponible. Pénalisé par sa position couchée, l'atterrisseur n'a pu mettre en œuvre aucun des instruments et charges utiles embarqués hormis le micro rover Yaoki qui a transmis une photo de mauvaise qualité de la surface,,.

## Suite et conséquences de l'échec pour la NASA
Alors que près d'un milliard de dollars a été dépensé par la NASA dans le CLPS, trois des quatre missions de ce programme ont été des échecs (IM-1, IM-2 et Peregrine Mission One). La perte de l'expérience PRIME-1 (foreuse TRIDENT et spectromètre de masse Msolo), qui devait à l'origine être déployée par l'astromobile VIPER (projet annulé) et qui devait jouer un rôle pivot dans la recherche de glace d'eau, est particulièrement dommageable. La NASA est désormais à la recherche d'une autre mission lunaire pour en amener un exemplaire à la surface de la Lune. A cet échec vient s'ajouter la perte du petit orbiteur lunaire Lunar Trailblazer, lancé avec IM-2 qui a été également perdu avant d'avoir pu remplir ses objectifs (recherche de volatiles dans les zones des cratères perpétuellement à l'ombre). La réputation de la NASA et des États-Unis est écornée par ces événements alors que le programme lunaire chinois enchaine les succès et les premières. Par ailleurs la société Intuitive Machines doit résoudre les problèmes de son atterrisseur car la NASA l'a sélectionné pour deux autres missions : IM-3 qui doit se poser dans la région de Reiner Gamma en 2026, et IM-4 qui doit se poser de nouveau près du pôle sud en 2027.

### Sources
- (en) K. Zacny, P. Chu, V. Vendiola, K. Bywaters, S. Goldman et P. Creekmore « TRIDENT Drill for VIPER and PRIME1 Missions to the Moon » (mars 2022)  (lire en ligne) [PDF]
—53rd Lunar and Planetary Science Conference